# Reggae
Reggae [rêge, régi] je mešanica afriške, zahodnoevropske, ameriške in predvsem jamajške glasbe. V sebi združuje ameriški ritem in blues (rhythm & blues), jamajški mento, ska in rock-steady, afriško glasbo burru in izboljšano tehniko snemalnih studiev. Zapleteno burru bobnanje poudarja čisti afriški ritem, prirejen na osnovno instrumentalno sestavo električnega basa, ritmične kitare, električnih orgel, bobnov in trobil. Tak orkester je odlična spremljava prav za način petja, kot je reggae. Gre za glasbo ki jo prepoznamo po značilnem poudarjanju lahkih dob (2 in 4). Nekateri menijo, da beseda reggae izhaja iz besede »regular«, zaradi enakomernega ritma. Drugi spet trdijo da izhaja iz latinskega izraza »za kralja«, saj pravijo, da prava glasba reggae časti boga Jaha, kralja neba. Gotovo je najbolj znani pevec, avtor lastnih skladb, legendarni pokojni reggae superzvezdnik Bob Marley, ki je pel, na primer o tem, da se je treba dvigniti in postaviti za svoje pravice, o svobodi in ljubezni. Sporočilo, ki je govorilo o ponosu in protestu, je pritegnilo tudi mnoge glasbenike, ki so dobivali za svoje izredno priljubljene pesmi od založb le siromašno plačilo. 
Za reggae je značilen razmeroma močan ritem in uporaba različnih glasbil, občasno poudarek na močnem vokalu, ki sledi ritmičnem glasbene ozadju. Zaradi tematik glasbe je reggae pri tem spoznavno počasen in se le bežno opira na ozvočenje tako pri glasbi kot pri vokalih. 
Tematike besedil so sicer socialne, a besedila so večinoma navihana in večpomenska. Lahkotnost tonov še poudarja lahkotnost besedil. Tak način izražanja je tako bil iskriv tudi pri deklamacijah, zato se je ohranil počasni ton vokala tudi ob ska glasbi, kjer je glasba hitrejša. 
Poslušalci pop glasbe so prvič postali pozorni na glasbo z Jamajke v petdesetih letih ob poslušanju pesmi Harryja Belafonteja, rojenega leta 1927 v New Yorku. Belafonte je sicer zaslovel kot filmski igralec, vendar ga še danes poznamo najbolj kot pevca jamajških pesmi.
Zaradi kulturnega in tudi širšega družbenega pomena je Organizacija ZN za izobraževanje, znanost in kulturo uvrstila reggae v register nesnovne kulturne dediščine.